# Tommaso Traversa
Tommaso Traversa (* 4. August 1990 in Turin) ist ein italienischer Eishockeyspieler, der seit Juni 2025 beim HC Meran in der Alps Hockey League unter Vertrag steht.

## Karriere
Tommaso Traversa begann seine Spielerlaufbahn beim früheren Erstligisten HC Courmaosta und wechselte 2005 zum Real Torino Hockey Club. Dort spielte er die nächsten fünf Jahre und gehörte ab 2008 zum Herren-Team in der Serie A1. In diesen zweiten italienischen Liga hatte er aber bereits beim HC Valpellice und bei den All Stars Piemonte gespielt, bei denen er 2006 beziehungsweise 2007/08 Gastspiele gegeben hatte. Als 16-Jähriger war er zudem auch kurze Zeit für den MHC Prievidza in slowakischen Nachwuchsligen aktiv. 2010 wechselte er in die Vereinigten Staaten, wo er zunächst ein Jahr bei den Bay State Breakers in der Eastern Junior Hockey League spielte. Von 2011 bis 2015 stand er für das Team des Hobart College in der dritten Division der National Collegiate Athletic Association auf dem Eis. Anschließend verpflichtete ihn der ECHL-Klub Alaska Aces. 2016 kehrte er nach Europa zurück, wo er zunächst für die Dundee Stars in der Elite Ice Hockey League aktiv war, die er aber bereits nach fünf Spielen im Oktober 2016 verließ, um sich Ritten Sport aus der neu gegründeten Alps Hockey League anzuschließen. Mit den Südtirolern konnte er 2017 sowohl diese länderübergreifende Liga, als auch den italienischen Meistertitel, der zwischen besten italienischen Klubs der Alps Hockey League ausgespielt wurde, gewinnen. Zum Beginn der Folgesaison gewann er mit Ritten dann auch die Supercoppa Italiana. 2018 wurde er erneut italienischer Meister. Anschließend wechselte er zum HC Pustertal, für den er bis Dezember 2021 spielte. Anschließend stand er bei den Sheffield Steelers und der SG Cortina unter Vertrag. Mit Cortina gewann er 2023 eine weitere italienische Meisterschaft.
Im Mai 2024 gab der HC Pustertal die erneute Verpflichtung von Traversa bekannt. Zur Saison 2025/26 wurde er vom HC Meran unter Vertrag genommen.

### International
Im Juniorenbereich nahm Traversa für Italien an der U18-Weltmeisterschaft der Division I 2008, als er bester Torvorbereiter und auch Topscorer war, sowie den U20-Weltmeisterschaften der Division II 2008 und der Division I 2009 und 2010 teil.
In der italienischen Herren-Nationalmannschaft debütierte Traversa in der Spielzeit 2010/11. Zu seinem ersten Einsatz bei einem großen Turnier kam er bei der Weltmeisterschaft der Division I 2016, als den Italienern der Aufstieg in die Top-Division gelang. Dort konnte er sich mit den Azzurri bei der Weltmeisterschaft 2017 nicht halten und musste wieder in die Division I absteigen. Dort spielte er dann bei der Weltmeisterschaft 2018. Zudem vertrat er seine Farben bei der Olympiaqualifikation für die Winterspiele in Pyeongchang 2018.

## Erfolge und Auszeichnungen
- 2017 Gewinn der Alps Hockey League mit Ritten Sport
- 2017 Italienischer Meister mit Ritten Sport
- 2017 Gewinn der Supercoppa Italiana mit Ritten Sport
- 2018 Italienischer Meister mit Ritten Sport
- 2023 Italienischer Meister mit der SG Cortina

### International
- 2008 Topscorer der U18-Weltmeisterschaft der Division I, Gruppe B
- 2008 Bester Torvorbereiter der U18-Weltmeisterschaft der Division I, Gruppe B
- 2008 Aufstieg in die Division I bei der U20-Weltmeisterschaft der Division II, Gruppe A
- 2016 Aufstieg in die Top-Division bei der Weltmeisterschaft der Division I, Gruppe A
- 2018 Aufstieg in die Top-Division bei der Weltmeisterschaft der Division I, Gruppe A